# Roraima
Roraima (AFI [xorajmɐ]) este una dintre cele 27 de unități federative ale Braziliei. Capitala statului este orașul Boa Vista. Se învecinează cu statele Venezuela și Guiana la nord și cu unitățile federative  Pará la est și Amazonas la sud. Roraima are o populație de 412.783 de locuitori și suprafață de 224.298,98 km², fiind împărțită în 2 mezoregiuni, 4 microregiuni și 15 municipii.
1. ↑   https://www.ibge.gov.br/en/cities-and-states/rr.html Lipsește sau este vid: |title= (ajutor)